# Prigorskie osiedle wiejskie
Prigorskie osiedle wiejskie (ros. Пригорское сельское поселение) – rosyjska jednostka administracyjna (osiedle wiejskie) wchodząca w skład rejonu smoleńskiego w оbwodzie smoleńskim.
Centrum administracyjnym osiedla wiejskiego jest wieś (ros. село, trb. sieło) Prigorskoje.

## Geografia
Powierzchnia osiedla wiejskiego wynosi 130,4 km², a jego głównymi rzekami są Dniepr i Soż. Przez terytorium jednostki przechodzi droga federalna A141 (Smoleńsk – Briańsk).

## Historia
Osiedle powstało na mocy uchwały obwodu smoleńskiego z 28 grudnia 2004 r. (z późniejszymi zmianami w uchwale z dnia 29 kwietnia 2006 roku).

## Demografia
W 2010 roku osiedle wiejskie zamieszkiwało 4635 mieszkańców.

## Miejscowości
W skład jednostki administracyjnej wchodzi 27 wsi, w tym: jedna w typie siеła (Prigorskoje), stacja (Tyczinino) i 25  w typie dieriewni (Bałłastnyj Karjer, Borowiki, Borszczewszczina, Bubnowo, Cybulniki, Driuck, Guszczino, Kazarma 368 km, Kazarma 369 km, Kowalowka, Koriuzino, Łaszutino, Nagać, Radiostroj, Raj, Razdorowo, Staniczki, Szabanowo, Szczeczenki, Tomaszewka, Tyczinino, Ukołowo, Wierbowka, Wierchnije Domaniczi, Znamienka).